# Ernesto Nemer Álvarez
Ernesto Javier Nemer Álvarez (Toluca, Estado de México; 17 de julio de 1961) un político mexicano, miembro del Partido Revolucionario Institucional. Ha sido, entre varios cargos, funcionario del gobierno del Estado de México, procurador federal del Consumidor y diputado federal entre 2018 a 2020.

## Biografía
Ernesto Nemer de ascendencia libanesa por parte de su padre, nació en Toluca, aunque había empezado a estudiar en la Universidad Autónoma del Estado de México, una huelga prolongada lo obligó a irse a la Universidad del Valle de Toluca para titularse como licenciado en Derecho, además cuenta con dos diplomados, uno en Administración Pública en el Instituto Nacional de Administración Pública y otro en Gerencia Pública y Política Social por la Universidad Iberoamericana. Tiene una Maestría en Administración Pública por el Instituto Nacional de Administración Pública.

## Trayectoria Política
Inició su carrera en la administración pública como secretario del ministerio público de 1979 a 1981 y luego fue secretario en el Ayuntamiento de Toluca en 1982 y funcionario de la secretaría de Educación, Cultura y Bienestar Social del estado de 1982 a 1983. En 1988 fue coordinador de giras presidenciales de la Presidencia de la República.
En 1993 fue nombrado secretario particular del gobernador Emilio Chuayffet, hasta 1994 y en 1996 fue nombrado secretario de Administración en el gobierno de César Camacho Quiroz, concluyendo el cargo en 1999. En el siguiente gobierno, encabezado por Arturo Montiel Rojas fue coordinador general de enlace institucional y subsecretario de Gobierno de 2001 a 2002.
En 2003 fue candidato del PRI a Presidente Municipal de Metepec. En 2005 fue coordinador general de la campaña a gobernador de Enrique Peña Nieto, que al llegar a la gubernatura lo nombró secretario de Desarrollo Social del estado hasta 2009.
Renunció a la titularidad de Desarrollo Social para ser postultado y electo diputado al Congreso del Estado de México y en la que encabezó la Junta de Coordinación Política. Solicitó licencia a la diputación en 2011 cuando el gobernador Eruviel Ávila Villegas lo nombró Secretario General de Gobierno del estado. 
Renunció a esta secretaría cuando el 4 de diciembre de 2012, el presidente Enrique Peña Nieto lo designa subsecretario de Desarrollo Social y Humano de la Secretaría de Desarrollo Social en el gobierno federal. En 2016 el mismo presidente lo nombró titular de la Procuraduría Federal del Consumidor, cargo al que renunció el 22 de marzo de 2017, en que pasó a la coordinación general de la campaña de Alfredo del Mazo Maza a gobernador del Estado de México y presidente estatal del PRI en el mismo estado.
En 2018 fue elegido diputado federal por la vía de representación proporcional a la LXIV Legislatura. En la misma fue secretario de la comisión de Desarrollo Social e integrante de la comisión de Economía, Comercio y Competitividad y de la comisión de Infraestructura. Solicitó y recibió licencia indefinida a su cargo a partir del 29 de septiembre de 2020.
Desde el 30 de septiembre de 2020 se desempeñó como Secretario General de Gobierno del Estado de México hasta el 14 de junio de 2022 en la administración del Gobernador Alfredo del Mazo.